# Inesis (lac)
Le Inesis est un lac de Lettonie. Il est situé dans la municipalité de Cēsis.

## Description
La superficie du lac est de 5,19 km2. Logé dans une dépression formée par un glacier, il présente des berges méandreuses et élevées à de nombreux endroits. Comporte sept îles d'une superficie totale de 4,9 ha et plusieurs sèches. La longueur du littoral est de 15,4 km. Le lit est recouvert de limon à de nombreux endroits. Dans les baies l'épaisseur du sapropèle peut atteindre 3,5 m.
Alimentation : Pīle et Laskate, les émissaires - Orisāre à Sustala.
Réserve naturelle Sproģi - comprend la péninsule de Sproģi et les îles du lac. Douze espèces de poissons ont été répertoriées : le gardon, le perche commune, la brème commune, le rotengle, le brochet, la grémille, l'anguille, la lotte, le carassin, le lavaret, la tanche, le sandre, le silure.

## Îles
- Akmeņu sala
- Bābas sala
- Ķirļu sala
- Ķiršu sala
- Mīlestības sala
- Siena sala
- Žīdītes sala

## Dans la culture
Le long métrage d'animation de Roze Stiebra Ness et Nessy, réalisé en 1991, met en scène la rencontre entre le monstre du loch Ness et une créature lacustre habitant dans le lac Inesis.